# Adrian Aeschbacher
Adrian Aeschbacher   (Langenthal, 10 de maig de 1912 - Zúric, 9 de novembre de 2002) va ser un pianista clàssic suís.
El seu pare era Carl Aeschbacher. La seva joventut la va passar a Trogen, on el seu pare va ser professor de piano al Conservatori, i el seu pare va ser el seu instructor des dels quatre fins als setze anys. Els seus professors van ser Emil Frey (al Conservatori de Zúric) i Volkmar Andreae. Després va continuar els seus estudis durant dos anys de manera intensa amb Artur Schnabel a Berlín i va començar la seva carrera d'intèrpret el 1934. Es va fer famós com a intèrpret de Ludwig van Beethoven, Franz Schubert, Robert Schumann i Johannes Brahms. Aeschbacher també va interpretar i va deixar enregistraments d'obres d'Othmar Schoeck, Arthur Honegger, Heinrich Sutermeister i Walter Lang. Va gravar per a Decca entre altres segells.
Des de 1965 fins a 1977 va ensenyar a la Hochschule des Saarlandes fur Musik de Saarbrücken.
Entre els estudiants notables d'Aeschbacher es troben Anna Renfer i Peter Schmalfuss.